# Острый лимфобластный лейкоз

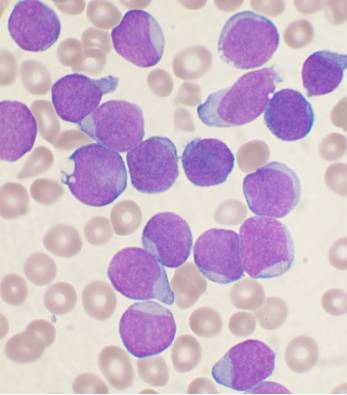
Мазок аспирата костного мозга человека с В-клеткой предшественником ВСЕ. Большие фиолетовые клетки это лимфобласты.

Острый лимфобластный лейкоз — злокачественное заболевание системы кроветворения, характеризующееся неконтролируемой пролиферацией незрелых лимфоидных клеток (лимфобластов). Острый лимфобластный лейкоз является самым распространённым злокачественным заболеванием в детском и юношеском возрасте. Пик заболеваемости приходится на возраст от 1 года до 6 лет. Чаще болеют мальчики. Заболевание протекает с поражением костного мозга, лимфатических узлов, селезёнки, вилочковой железы, а также других органов. Поражение центральной нервной системы более характерно при рецидивах после химиотерапии.

## Классификация острых лимфобластных лейкозов (ОЛЛ) (ВОЗ, 1999)
- Пре-пре-B-ОЛЛ
- Пре-B-ОЛЛ
- B-ОЛЛ
- T-ОЛЛ

## Эпидемиология
На долю В-клеточного лимфобластного лейкоза приходится примерно 80—85 % всех случаев ОЛЛ, на долю Т-клеточного —15—20 %. Пик заболеваемости В-клеточным ОЛЛ приходится примерно на трёхлетний возраст, что совпадает по времени с максимальной активностью производства В-клеток в костном мозге. Второй, более низкий, пик заболеваемости приходится на возраст старше 60 лет. Критическим периодом в случае Т-клеточного ОЛЛ является возраст около 15 лет, примерно в это же время тимус достигает максимального размера. По неизвестным причинам мужчины более подвержены острым лимфобластным лейкозам, чем женщины, в случае Т-клеточного ОЛЛ соотношение заболевших составляет примерно 2:1. Шанс развития ОЛЛ у человека возрастом до 15 лет составляет 1:2000.

## Этиопатогенез
Точные причины возникновения ОЛЛ неизвестны. Предполагают, что, как и в случае других злокачественных заболеваний, болезнь развивается в результате неблагоприятного сочетания воздействия окружающей среды, наследственной предрасположенности и шанса. Изучение этиологии ОЛЛ усложняется разнообразием подтипов болезни, каждый из которых может иметь свои причины. Выявлен рост заболеваемости ОЛЛ при высоких поглощённых дозах ионизирующей радиации.

### Возникновение злокачественного клона
Считают, что в случае детского В-ОЛЛ предлейкозный клон возникает в организме ребёнка ещё в ходе внутриутробного развития. При В-ОЛЛ, ассоциированном с мутацией гена MLL, злокачественное перерождение B-клетки, по всей видимости, завершается до рождения. Это подтверждается тем, что если он возникает у одного из монозиготных близнецов с общей или монохориональной плацентой, то возникает и у второго с вероятностью практически 100 % и проявляется вскоре после рождения. Пик заболеваемости В-ОЛЛ с другими цитогенетическими характеристиками приходится на более поздний возраст — 2—5 лет. Эти виды лейкоза развиваются у обоих близнецов только в 10—15 % случаев. Это может говорить о том, что, хотя предлейкозный клон возникает во время внутриутробного развития, для его окончательной трансформации нужны дополнительные события.

### Возможные причины и факторы риска
В качестве возможных причин ОЛЛ рассматривают:
- ионизирующую радиацию — ионизирующая радиация была выявлена как причина ОЛЛ и других видов лейкоза при изучении последствий атомных бомбардировок Японии. Повышенная частота развития ОЛЛ была обнаружена у людей, работавших с радиографическим оборудованием до установления современного уровня безопасности. Люди, прошедшие курс радиотерапии, имеют повышенный риск развития так называемых вторичных лейкозов, в том числе и ОЛЛ. Рентгеновская пельвиметрия во время беременности немного увеличивает риск развития ОЛЛ у ребёнка, при этом риск растёт пропорционально числу процедур. Некоторые исследователи предполагают, что естественная радиация и космическое излучение могут быть причинами ОЛЛ, но эта точка зрения является спорной[4][5];
- инфекции — возбудитель детского ОЛЛ до сих пор не был обнаружен. Существует несколько гипотез на этот счёт, но они сходятся в том, что развитие лейкоза является результатом аномального иммунного ответа на присутствие инфекционного агента. По гипотезе Кинлена, причиной детского ОЛЛ является неизвестный возбудитель, скорее всего вирус, к которому у большинства детей развивается естественный иммунитет, однако у небольшой части особенно чувствительных детей этот возбудитель вызывает лейкоз[6]. По гипотезе Гривса, причиной детского ОЛЛ может быть множество неспецифических возбудителей (например, вирусы гриппа), которые вызывают спонтанные мутации в B-клетках детей, имевших мало контактов с патогенами на первом—втором годах жизни (например, не посещавших ясли)[4][6][7];
- генетическую предрасположенность — мутации, вызывающие ОЛЛ с высокой пенетрантностью, пока не обнаружены. Однако широкомасштабные исследования генома заболевших выявили, что некоторые аллельные варианты генов IKZF1, ARID5B, CEBPE и CDKN2A ассоциированы с повышенным риском развития ОЛЛ. Такие аллели имеют аддитивный эффект. Продукты перечисленных генов вовлечены в дифференцировку и пролиферацию кровяных клеток. Также риск развития ОЛЛ резко повышен у больных синдромом Дауна — примерно в 40 раз у детей в возрасте до четырёх лет[4].

## Морфология
В образцах костного мозга и периферической крови, окрашенных по Романовскому—Райту, обнаруживаются лимфобласты двух морфологических типов: L1 и L2 по французско-американо-британской классификации. Лимфобласты типа L1 характеризуются малыми размерами, высоким соотношением объёмов ядра и цитоплазмы и незаметными ядрышками. Лимфобласты типа L2 более крупные, с выраженной цитоплазмой и ядрышками. Иногда встречаются и необычные формы лимфобластов.

### Иммунофенотипирование
Иммунофенотипирование лимфобластов имеет большое значение в диагностике ОЛЛ потому, что позволяет делать заключение о прогнозе и наиболее подходящей схеме лечения. В зависимости от того, какие белковые маркеры синтезируются В-лимфобластами, их разделяют на ранние про-В-, поздние про-В- и пре-В-лимфобласты, что соответствует стадиям дифференцировки нормальных В-клеток. Ранние про-В-клетки экспрессируют CD19, CD34 и цитоплазматический CD22, так же они могут содержать терминальную деоксинуклеотидилтрансферазу. Поздние про-В-клетки характеризуются присутствием терминальной деоксинуклеотидилтрансферазы, CD10, CD79a и, в ряде случаев, CD20 и поверхностного CD22. Отличительной особенностью пре-В-клеток является присутствие в цитоплазме тяжёлых цепей иммуноглобулинов класса μ. Мембранные формы иммуноглобулинов, за редким исключением, не характерны для В-клеточных ОЛЛ. В некоторых случаях лимфобласты могут экспрессировать нетипичные для В-клеток маркеры, такие как CD13, CD15 и CD33, и это, как правило, сопряжено с хромосомными перестройками t(9;22) и t(4;11).
Острые Т-клеточные лимфобластные лейкозы делят на 5 иммунофенотипов: про-Т-, пре-Т-, кортикальные Т-, зрелые αβ или γδ Т-клеточные ОЛЛ. Клетки всех пяти иммунофенотипов экспрессируют цитоплазматический CD3. Про-Т-лимфобласты отличаются присутствием CD7, пре-Т-лимфобласты — CD2 и/или CD5. Кортикальные Т-клетки, в отличие от всех остальных, синтезируют CD1a. Зрелые Т-клеточные ОЛЛ классифицируют в зависимости от того, какой вариант Т-клеточного рецептора они несут на своей мембране.

### Генетические особенности
Характерные генетические аномалии обнаруживаются примерно в 80 % случаев детского В-клеточного лимфобластного лейкоза и в 60—70 % случаев у взрослых. Эти аномалии выявляются при помощи анализа метафазных хромосом, метода FISH и ПЦР. Выявление типичных мутаций важно с диагностической точки зрения, так как позволяет выбрать оптимальную схему лечения и сделать прогноз. Кроме того, знание мутаций может оказаться полезным для контроля эффективности лечения путём выявления минимальной остаточной болезни.
Характерным количественными хромосомными мутациями при B-ОЛЛ являются гипердиплоидия по более чем пяти хромосомам (чаще всего X, 4, 6, 10, 14, 17, 18 и 21) и гиподиплоидия с общим количеством хромосом меньше сорока четырёх. Также при B-ОЛЛ обнаруживают следующие распространённые хромосомные перестройки:
- t(9;22)(q34;q11.2), филадельфийская хромосома (Ph) — реципрокная транслокация между хромосомами 9 и 22. В результате этой транслокации происходит объединение 5'-концевой части гена BCR и 3'-концевой части гена ABL1 образованием мутантного гена BCR-ABL1. Его продуктом является конститутивно активная тирозинкиназа BCR-ABL1, обладающая онкогенным действием[11]. Данная цитогенетическая аномалия встречается примерно в 3 % случаев детского В-ОЛЛ и в 20—50 % случаев В-ОЛЛ взрослых[12]. Данный вид ОЛЛ характеризуется агрессивным течением, высока вероятность возникновения очагов болезни в центральной нервной системе[13]. До начала клинического применения ингибиторов тирозинкиназ, таких как иматиниб, дазатиниб и нилотиниб[англ.], прогноз для пациентов с такой мутацией был неблагоприятным. Сегодня благодаря применению этих препаратов шансы пациентов на достижение полной ремиссии существенно улучшились[13][14].
- t(12;21)(p13;q22), данная транслокация приводит к образованию слитого гена ETV6-RUNX1 (TEL-AML1). Эта мутация часто бывает криптической, и поэтому, как правило, обнаруживается методами FISH и ПЦР. Данное хромосомное нарушение характерно примерно для 25 % случаев детского В-ОЛЛ, но редко встречается у взрослых[15]. Прогноз благоприятный[9].
- t(1;19)(q23;p13)/der(19)t(1;19) — сбалансированная (реципрокная, без потери генетического материала) или несбалансированная (с потерей генетического материала) транслокация, характерная примерно для 5 % случаев детского B-ОЛЛ, у взрослых встречается реже (1—2 %)[16]. В результате этой транслокации формируется химерный онкоген E2A-PBX1 (TCF3-PBX1), продуктом которого является фактор транскрипции с аномальной активностью[17]. В более чем 90 % случаев иммунофенотип соответствует пре-В-клеткам (cytIgμ+, surfIgμ—)[18]. Ранее прогноз был неблагоприятным, но улучшился с появлением современных протоколов лечения. Тем не менее, некоторые исследователи до сих пор относят пациентов с данной транслокацией к группе повышенного риска и рекомендуют более интенсивное лечение[17].

## Прогноз
Прогноз при ОЛЛ значительно лучше в детском возрасте: пятилетняя выживаемость при B-клеточном варианте достигает 90 %, тогда как у взрослых — 30–40 %. Наихудший прогноз наблюдается при T-лимфобластном лейкозе.

## Лечение
- Моноклональные антитела: блинатумомаб.
- Коньюгаты: инотузумаб озогамицин.
- Генная терапия: тисагенлеклеусел, брексукабтаген аутолейцел[англ.], обекабтаген аутолейцел[англ.].
- Другие препараты: аспарагиназа, ревумениб[англ.].